# Teorija prstena
U algebri, teorija prstena je izučavanje prstenova — algebarskih struktura u kojima su sabiranje i množenje definisani i imaju slična svojstva sa tim operacijama definisanim za cele brojeve. Teorija prstena izučava strukture prstena, njihove reprezentacije, ili drugim rečima,module, specijalne klase prstena (grupe prstena, deljenje prstena, univerzalne okružujuće algebre), kao i niz svojstava za koja je dokazano da su od interesa unutar same teorije i za njene primene, kao što su homološka svojstva i polinomijski identiteti.
Komutativni prstenovi su mnogo bolje izučeni od onih koji nisu komutativni. Algebarska geometrija i algebarska teorija brojeva, koje pružaju mnoge prirodne primere komutativnih prstenova, pokrenuli su veći deo razvoja komutativne teorije prstena, koja je sada pod imenom komutativne algebre, jedno od glavnih područje moderne matematike. Budući da su ova tri polja (algebarska geometrija, algebarska teorija brojeva i komutativna algebra) toliko blisko povezana, obično je teško i besmisleno da se razvrstava kojem polju pripada dati rezultat. Na primer, teorema Hilbertovih nula je fundamentalna za algebarsku geometriju, a navedena je i dokazana u smislu komutativne algebre. Slično tome, poslednja Fermaova teorema je navedena u vidu elementarne aritmetike, koja je deo komutativne algebre, ali njen dokaz uključuje duboke rezultate iz algebarske teorije brojeva i algebarske geometrije.
Nekomutativni prstenovi imaju u znatnoj meri različit profil, te se stoga mogu javiti neobičnije pojave. Mada se ta teorija uglavnom samostalno razvila, postoji noviji trend koji teži upoređivanju sa komutativnim razvojem građenjem teorije izvesnih klasa nekomunikativnih prstenova na geometrijski način, kao da su to prstenovi funkcija na (nepostojećim) 'nekomutativnim prostorima'. Ovaj trend je započeo tokom 1980-ih sa razvojem nekomutativne geometrije i otkrićem kvantnih grupa. To je dovelo do boljeg razumevanja nekomunikativnih prstenova, posebno nekomutatornih Neterovih prstenova.
Za definicije prstena, osnovne pojmove i njihova svojstva, pogledajte prsten (matematika). Definicije termina koji se koriste u čitavoj teoriji prstena mogu se naći u glosaru teorije prstena.

## Komutativni prsteni
Prsten se naziva komutativnim ako je njegova multiplikacija komutativna. Komutativni prsteni podsećaju na poznate brojevne sisteme, i različite definicije komutativnih prstenova su dizajnirane da formalizuju svojstva celih brojeva. Komutativni prstenovi takođe su važni u algebarskoj geometriji. U teoriji komutativnih prstena brojevi se često zamenjuju idealima, a definicija prostog ideala nastoji da obuhvati suštinu prostih brojeva. Integralni domeni, netrivijalni komutativni prstenovi u kojima dva nenulta elementa ne mogu množenjem da daju nulu, generaliziraju još jedno svojstvo celih brojeva i služe kao odgovarajuća oblast za proučavanje deljivosti. Glavni idealni domeni su integralni domeni u kojima svaki ideal može biti generisan jednim elementom, još jednim svojstvom koje je zajedničko sa celim brojevima. Euklidski domeni su integralni domeni u kojima se može sprovesti euklidski algoritam. Važni primeri komutativnih prstenova mogu se konstruirati kao prstenovi polinoma i njihovi faktorski prstenovi. Rezime: Euklidski domen => glavni idealni domen => jedinstveni domen faktorizacije => integralni domen => komutativni prsten.

### Algebarska geometrija
Algebarska geometrija je na mnogo načina ogledalo slike komutativne algebre. Ta ekvivalencija je započela sa Hilbertovim teoremom nula koja uspostavlja korespondenciju jedan na jedan između tačaka algebarskog varijeteta i maksimalnih ideala njegovog koordinatnog prstena. Ova korespondencija je proširena i sistematizovana za transliranje (i dokazivanje) većine geometrijskih svojstava algebričnih varijeteta u algebarska svojstva povezanih komutativnih prstenova. Aleksandar Grotendik je ovo kompletirao uvođenjem šema, generalizacije algebričnih varijeteta, koje mogu biti izgrađene od bilo kog komutativnog prstena. Preciznije, spektar komutacijskog prstena je prostor njegovih glavnih ideala opremljen topologijom Zariskog, a dopunjen je snopom prstenova. Ovi objekti su „afine šeme” (generalizacije afinih varijeteta), a opšta šema se zatim dobija „spajanjem” (čisto algebarskim metodama) nekoliko takvih afinih šema, analogno načinu konstruisanja mnogostrukosti spajanjem karti atlasa.

## Nekomutativni prsteni
Nekomutativni prsteni u mnogo čemu liče na prstenove matrica. Po modelu algebarske geometrije, u poslednje vreme je pokušano da se definiše nekomutativna geometrija zasnovana na nekomunitativnim prstenovima. Nekomunikativni prstenovi i asocijativne algebre (prstenovi koji su takođe vektorski prostori) često se proučavaju putem njihovih kategorija modula. Modul nad prstenom je abelovska grupa na koju prsten deluje kao prsten endomorfizama, vrlo slično načinu na koji polja (integralni domeni u kojima je svaki nenulti element invertibilan) deluju na vektorske prostore. Primeri nekomutativnih prstenova dati su prstenovima kvadratnih matrica ili generalnije prstenovima endomorfizama abelovskih grupa ili modula, i monoidnim prstenima.

### Teorija reprezentacije
Teorija reprezentacije je grana matematike koja u velikoj meri počiva na nekomutativnim prstenovima. Ona proučava apstraktne algebarske strukture predstavljajućí njihove elemente kao linearne transformacije vektorskih prostora i proučava module nad tim apstraktnim algebarskim strukturama. U suštini, reprezentacija čini apstraktni algebrski objekt konkretnijim opisujući njegove elemente matricama i algebarske operacije u smislu dodavanja i množenja matrica, što nije komutativno. Algebarski objekti koji se mogu opisati na ovaj način obuhvataju grupe, asocijativne algebre i Lijeve algebre. Najprominentnija od ovih (i istorijski prva) je teorija reprezentacije grupa, u kojoj su elementi grupe predstavljeni invertabilnim matricama na takav način da je grupna operacija množenje matrica.

## Literatura
- Allenby, R. B. J. T. (1991), Rings, Fields and Groups (Second изд.), Edward Arnold, London, стр. xxvi+383, ISBN 0-7131-3476-3, MR 1144518
- Blyth, T.S.; Robertson, E.F. (1985), Groups, Rings and Fields: Algebra through practice, Book 3, Cambridge: Cambridge University Press, ISBN 0-521-27288-2
- Faith, Carl (1999), Rings and Things and a Fine Array of Twentieth Century Associative Algebra, Mathematical Surveys and Monographs, 65, Providence, RI: American Mathematical Society, ISBN 0-8218-0993-8, MR 1657671
- Goodearl, K. R.; Warfield, R. B., Jr. (1989), An Introduction to Noncommutative Noetherian Rings, London Mathematical Society Student Texts, 16, Cambridge: Cambridge University Press, ISBN 0-521-36086-2, MR 1020298
- Judson, Thomas W. (1997), Abstract Algebra: Theory and Applications, Архивирано из оригинала 30. 8. 2019. г., Приступљено 12. 4. 2020
- Kimberling, Clark (1981), „Emmy Noether and Her Influence”,  Ур.: Brewer, James W; Smith, Martha K, Emmy Noether: A Tribute to Her Life and Work, Marcel Dekker, стр. 3—61
- Lam, T. Y. (1999), Lectures on Modules and Rings, Graduate Texts in Mathematics, 189, New York: Springer-Verlag, ISBN 0-387-98428-3, MR 1653294, doi:10.1007/978-1-4612-0525-8
- Lam, T. Y. (2001), A First Course in Noncommutative Rings, Graduate Texts in Mathematics, 131 (Second изд.), New York: Springer-Verlag, ISBN 0-387-95183-0, MR 1838439, doi:10.1007/978-1-4419-8616-0
- Lam, T. Y. (2003), Exercises in Classical Ring Theory, Problem Books in Mathematics (Second изд.), New York: Springer-Verlag, ISBN 0-387-00500-5, MR 2003255
- Matsumura, Hideyuki (1980), Commutative Algebra, Mathematics Lecture Note Series, 56 (Second изд.), Reading, Mass.: Benjamin Cummings, ISBN 0-8053-7026-9, MR 575344
- McConnell, J. C.; Robson, J. C. (2001), Noncommutative Noetherian Rings, Graduate Studies in Mathematics, 30, Providence, RI: American Mathematical Society, ISBN 0-8218-2169-5, MR 1811901, doi:10.1090/gsm/030
- O'Connor, J. J.; Robertson, E. F. (septembar 2004), „The development of ring theory”, MacTutor History of Mathematics Archive, Архивирано из оригинала 30. 10. 2019. г., Приступљено 01. 03. 2020
- Pierce, Richard S. (1982), Associative Algebras, Graduate Texts in Mathematics, 88, New York: Springer-Verlag, ISBN 0-387-90693-2, MR 674652
- Rowen, Louis H. (1988), Ring Theory, Vol. I, Pure and Applied Mathematics, 127, Boston, MA: Academic Press, ISBN 0-12-599841-4, MR 940245. Vol. II, Pure and Applied Mathematics 128, . ISBN 0-12-599842-2. Недостаје или је празан параметар |title= (помоћ).
- Weibel, Charles A. (2013), The K-book: An introduction to algebraic K-theory, Graduate Studies in Mathematics, 145, Providence, RI: American Mathematical Society, ISBN 978-0-8218-9132-2, MR 3076731
- Michael Atiyah & Ian G. Macdonald, Introduction to Commutative Algebra, Massachusetts : Addison-Wesley Publishing, 1969.
- Bourbaki, Nicolas, Commutative algebra. Chapters 1--7. Translated from the French. Reprint of the 1989 English translation. Elements of Mathematics (Berlin). Springer-Verlag, Berlin, 1998. xxiv+625 pp.  3-540-64239-0
- Bourbaki, Nicolas, Éléments de mathématique. Algèbre commutative. Chapitres 8 et 9. (Elements of mathematics. Commutative algebra. Chapters 8 and 9) Reprint of the 1983 original. Springer, Berlin, 2006. ii+200 pp.  978-3-540-33942-7
- Eisenbud, David (1995). Commutative algebra with a view toward algebraic geometry. Graduate Texts in Mathematics. 150. New York: Springer-Verlag. xvi+785. ISBN 0-387-94268-8. MR 1322960.
- Rémi Goblot, "Algèbre commutative, cours et exercices corrigés", 2e édition, Dunod 2001,  2-10-005779-0
- Ernst Kunz, "Introduction to Commutative algebra and algebraic geometry", Birkhauser 1985.  0-8176-3065-1.
- Matsumura, Hideyuki, Commutative Ring Theory. Second edition. Translated from the Japanese. Cambridge Studies in Advanced Mathematics, Cambridge, UK : Cambridge University Press, 1989.  0-521-36764-6
- Nagata, Masayoshi, Local rings. Interscience Tracts in Pure and Applied Mathematics, No. 13. Interscience Publishers a division of John Wiley and Sons, New York-London 1962 xiii+234 pp.
- Miles Reid, Undergraduate Commutative Algebra (London Mathematical Society Student Texts), Cambridge, UK : Cambridge University Press, 1996.
- Jean-Pierre Serre, Local algebra. Translated from the French by CheeWhye Chin and revised by the author. (Original title: Algèbre locale, multiplicités) Springer Monographs in Mathematics. Springer-Verlag, Berlin, 2000. xiv+128 pp.  3-540-66641-9
- Sharp, R. Y., Steps in commutative algebra. Second edition. London Mathematical Society Student Texts, 51. Cambridge University Press, Cambridge, 2000. xii+355 pp.  0-521-64623-5
- Zariski, Oscar; Samuel, Pierre, Commutative algebra. Vol. 1, 2. With the cooperation of I. S. Cohen. Corrected reprinting of the 1958, 1960 edition. Graduate Texts in Mathematics, No. 28, 29. Springer-Verlag, New York-Heidelberg-Berlin, 1975.